# Budbäraren (film)
Budbäraren (originaltitel: The Go-Between) är en brittisk romantisk dramafilm från 1971, regisserad av Joseph Losey och med manus av nobelpristagaren i litteratur Harold Pinter. Manuset är baserat på romanen Gudarnas budbärare (1953) av L.P. Hartley. Filmmusiken är komponerad av Michel Legrand. Filmen vann Guldpalmen vid filmfestivalen i Cannes. Den brukar nämnas på en del filmkritikers listor över de bästa filmerna någonsin. 
1999 placerade British Film Institute filmen på 57:e plats på sin lista över de 100 bästa brittiska filmerna genom tiderna.

## Handling
Filmen innehåller två parallella historier, varav den viktigaste handlar om pojken Leo, som på sommarlovet år 1900 hälsar på sin rikare kamrat Marcus i hans familjs slott på landet. Leo är en ganska inåtvänd pojke som känner sig besvärad av att han är fattigare än kamraten. Han är fascinerad av livet hos kamratens överklassfamilj. Han blir också attraherad av kamratens syster, den redan vuxna dottern Marian. Marian har dock annat i sikte, nämligen lantbrukaren Ted som bor i närheten. Den omöjliga kärlekshistorien mellan dessa båda är den andra historien. Leo blir deras budbärare. Filmen utspelar sig dessutom delvis på två olika tidplan, nämligen dels och huvudsakligen kring sekelskiftet 1900, dels momentant omkring 1950.

## Medverkande
| Julie Christie     | – Marian Maudsley (Lady Trimingham) |
| Edward Fox         | – Hugh Trimingham                   |
| Alan Bates         | – Ted Burgess                       |
| Margaret Leighton  | – Mrs Maudsley                      |
| Michael Redgrave   | – Leo Colston som vuxen             |
| Dominic Guard      | – Leo Colston som barn              |
| Michael Gough      | – Mr Maudsley                       |
| Richard Gibson     | – Marcus Maudsley                   |
| Simon Hume-Kendall | – Denys                             |
| Roger Lloyd-Pack   | – Charles                           |
| Amaryllis Garnett  | – Kate                              |